# روبرت دبليو. هاميلتون
روبرت دبليو. هاميلتون (بالإنجليزية: Robert W. Hamilton)‏ هو عالم قانوني أمريكي، ولد في 1931، وتوفي في 12 يناير 2018.